# Tatarka (Krasnojarsk)
Tatarka (russisch Татарка) ist ein Dorf in der Region Krasnojarsk (Russland), knapp 50 Kilometer östlich der Stadt Lessosibirsk.
Es liegt im Mittelsibirischen Bergland am rechten Ufer der hier fast zwei Kilometer breiten Angara kurz vor deren Mündung in den Jenissei. Administrativ gehört das Dorf zur zehn Kilometer flussaufwärts am jenseitigen Angaraufer gelegenen Siedlung Nowoangarsk.
In der Stalinzeit erfolgten Deportationen aus Transbaikalien in das Jenisseigebiet, unter anderem in den damaligen Udereisker Kreis am Unterlauf der Angara (heute Rajon Motygino) in die Dörfer Rybnoje, Tatarka, Motygino und Saizewo, wo die Gefangenen zumeist in der Holzwirtschaft eingesetzt wurden.
Neben der Holzwirtschaft ist in der Umgebung auch ein großes Vermiculitvorkommen mit mehr als 2 Millionen Tonnen wirtschaftlich bedeutend.